# Lunga (Dubăsari)
Lunga (in russo Лунга)  è un comune della Moldavia controllato dalla autoproclamata repubblica di Transnistria. È compreso nel Distretto di Dubăsari.